# Cees de Groot
Cornelis (Cees) de Groot (Wieringermeer, 12 september 1944 - Ouderkerk aan de Amstel, 8 december 2023) was een Nederlands politicus van de VVD.
De Groot groeide op in het gezin van vader Jan Frans de Groot die tussen 1946 en 1990 burgemeester was van de gemeentes Wijdewormer, Monnickendam en Katwoude.

## Loopbaan
In 1962 begon hij te werken bij de gemeente Weesp en in 1967 stapte hij over naar de gemeente Schoorl. Vanaf 1970 was hij twee jaar werkzaam bij de gemeenten Benthuizen en Moerkapelle. Vervolgens werkte hij voor de gemeente Leerdam waar hij afdelingschef was. In 1975 werd De Groot burgemeester van Nederhorst den Berg en in augustus 1983 volgde zijn benoeming tot burgemeester van Ouder-Amstel. In mei 2001 werd hij getroffen door een herseninfarct waarna hij met ziekteverlof ging en zijn voorganger Wouter Hoobroeckx als waarnemend burgemeester terugkeerde. De Groot zou niet meer in zijn oude functie terugkeren en officieel kwam in mei 2003 een einde aan zijn burgemeesterschap.